# Teradata
Teradata Corporation  (NYSE: TDC) es una empresa especializada en software de análisis de bases de datos y big data y en consultoría estratégica de TI. La empresa se fundó en 1979 en Brentwood, California, a partir de una colaboración entre investigadores de Caltech y el Citibank Advanced Technology Group. Su sede está en San Diego, California. Teradata desarrolla software empresarial para bases de datos y análisis de datos y lo ofrece por suscripción. La empresa está representada en estos segmentos de mercado con los productos y servicios Business Analytics, Cloud Platforms y Consulting. Opera en América del Norte y América Latina, Europa, Oriente Medio, África y Asia.

## Historia

### Fase de fundación y crecimiento
La empresa surgió de la colaboración entre el California Institute of Technology y el Citibank Advanced Technology Group y se fundó en Brentwood (California) en 1979. Teradata presentó su ordenador DBC/1012, especializado en cálculos de bases de datos, en 1984.
En 1990, Teradata adquirió Sharebase (originalmente Britton Lee), un proveedor de bases de datos relacionales, Teradata fue adquirida por NCR Corporation en diciembre de 1991. Teradata construyó el primer sistema de más de 1 terabyte para Wal-Mart en 1992.
En 2000, Value Analyzer, la primera aplicación de clase empresarial de Teradata para la medición detallada de la rentabilidad de los clientes, se introduce en el Royal Bank of Canada y se adquiere el grupo canadiense Stirling Douglas. Esto supuso una expansión de las aplicaciones analíticas para la gestión de la cadena de demanda. En 2002, con el lanzamiento de Teradata Warehouse 7.0, se marca la primera vez en el almacenamiento de datos en que la toma de decisiones se extendió más allá de la administración de la empresa a toda la organización. Al año siguiente, más de 120 clientes migran a Teradata tras el inicio del programa de migración de Oracle a Teradata. Al mismo tiempo, se funda la Red Universitaria Teradata para promover el conocimiento del almacenamiento de datos en la comunidad académica. Casi 170 universidades de 27 países están representadas inicialmente en la red. En 2007, más de 850 universidades de casi 70 países se unieron a la red.

### Oferta pública de venta y desarrollo actual
Teradata ha adquirido varias empresas desde su salida a bolsa en 2007. En marzo de 2008, Teradata adquirió, entre otras, la empresa de servicios profesionales Claraview, que anteriormente había sido el proveedor de software Clarabridge. Otras adquisiciones fueron el proveedor de sistemas DBM columnares Kickfire, seguido de la empresa de software de marketing Aprimo y, en 2011, Aster Data Systems. La asociación existente con SAP se amplió en 2009 con la migración de SAP NetWeaver Business Warehouse a la base de datos Teradata.
Además del proveedor de productos de gestión de la información Revelytix, el proveedor de servicios Hadoop Think Big Analytics y otras empresas informáticas estadounidenses, Teradata adquirió en 2016 la empresa de servicios británica Big Data Partnership, a la que siguió en 2017 la adquisición de StackIQ, fabricante del software Stacki.
Con Teradata Vantage, desde 2018 se ofrece una moderna plataforma de software en la nube. Inicialmente, Teradata estaba disponible en Amazon Web Services. A partir de 2019, también está disponible en Microsoft Azure; a partir de 2020, la asociación con Google Cloud complementa la oferta.

## Estructura de la empresa

### Forma jurídica
Fundada en 1979, la empresa se convirtió en una compañía independiente que cotiza en bolsa el 1 de octubre de 2007. Las acciones ordinarias de Teradata Corporation cotizan en la Bolsa de Nueva York con el símbolo TDC.

### Gestión
La dirección está formada por Steve McMillan (presidente y director general), Hillary Ashton (Directora de Producto), Claire Bramley (Directora Financiera), Stephen Brobst (Director de Tecnología), Nicolas Chapman (Director de Estrategia), Todd Cione (Director de Ingresos), Kathleen Cullen-Cote (Directora de Recursos Humanos), Martyn Etherington (Director de Marketing), Dan Harrington (Director de Servicios), y Molly Treese (Directora Jurídica).

### Empleados y ubicaciones
A 31 de diciembre de 2019, Teradata contaba con más de 8.500 empleados en todo el mundo. Además de su sede corporativa en San Diego (California), Teradata cuenta con otras sedes importantes en Estados Unidos, en Atlanta y San Francisco, donde se encuentran sus centros de investigación y desarrollo de datos. En España, Teradata tiene su sede en Madrid. La empresa cuenta con un total de 54 establecimientos en América del Norte y del Sur, Europa, Asia y África a fecha de febrero de 2021. Dentro de la empresa se mantienen 15 instalaciones de investigación y desarrollo.

## Tecnología, productos y asociaciones
Teradata ofrece tres productos y servicios principales a sus clientes: Almacenamiento de datos basado en la nube y en el hardware, análisis empresarial y servicios de consultoría. En septiembre de 2016, lanzó Teradata Everywhere, que permite a los usuarios enviar consultas a bases de datos públicas y privadas. El servicio utiliza el procesamiento paralelo masivo a través de la base de datos física y el almacenamiento en la nube, incluyendo entornos gestionados como Amazon Web Services, Microsoft Azure, VMware, Teradata Managed Cloud e IntelliFlex.
Desde 2017, se ofrece Teradata IntelliCloud, que es una nube gestionada segura para el software de análisis de datos como servicio. IntelliCloud es compatible con la plataforma de bases de datos de Teradata, IntelliFlex.

### Teradata Vantage
En octubre de 2018, Teradata presentó la plataforma analítica Vantage, seguida a finales de 2019 por las extensiones Vantage Analyst y Vantage Customer Experience diseñadas específicamente para los analistas de negocio y los profesionales del marketing. Vantage consta de varios motores de análisis en una base de datos relacional central, incluyendo el motor MPP, la base de datos gráfica Aster y un motor de aprendizaje automático. Así, Vantage combina lagos de datos, almacenes de datos y análisis de datos e integra diferentes fuentes y formatos de datos (incluyendo JSON, BSON, XML, Avro, Parquet, CSV), así como lenguajes informáticos como SQL, R, Python y SAS y herramientas como Jupyter Notebook y RStudio. La plataforma de análisis puede desplegarse de forma local (on-premise), en la nube pública (a través de Google Cloud, AWS y Microsoft Azure), en un entorno híbrido multi-nube o en hardware estándar con VMware. En abril de 2020, la empresa de análisis informático Forrester Research nombró a la compañía "líder" por su oferta de productos.

### Asociaciones
La empresa cuenta con más de 100 asociaciones estratégicas con empresas tecnológicas independientes, proveedores de software, integradores de sistemas globales y regionales, distribuidores de software de código abierto, empresas de consultoría informática y universidades.
Socios de la Alianza
Entre los socios tecnológicos se encuentran NVIDIA y Cisco, así como Microsoft, AWS y Google Cloud. Por ejemplo, Teradata se asocia con NVIDIA en la investigación y el desarrollo en las áreas de inteligencia artificial y aprendizaje profundo, con Cisco en las áreas de IoT y ciudades inteligentes, y con la Nube Industrial de Volkswagen y la Plataforma de Fabricación Abierta, una alianza global para IoT industrial e Industria 4.0. Teradata también ha establecido asociaciones con los tres principales proveedores de nube pública del mundo, Amazon Web Services (AWS), Microsoft Azure y Google Cloud Platform, para ofrecer a sus clientes soluciones de análisis de datos de forma flexible desde la nube.
Integradores de sistemas
Los integradores de sistemas se ocupan del desarrollo, la implantación y la integración de soluciones y aplicaciones analíticas para el cliente común. Gracias a las asociaciones estratégicas de empresas globales de consultoría e integración de sistemas, como Accenture o Capgemini, es posible contar con una amplia experiencia industrial y tecnológica en el desarrollo de soluciones empresariales. En 2019, se formó una asociación con Deutsche Telekom para apoyar la transformación digital de las pequeñas y medianas empresas en Alemania. El objetivo es acceder a la analítica de datos para obtener los conocimientos necesarios para el crecimiento y la innovación.